# Le Fantôme de Canterville (téléfilm, 1986)
Pour l’article homonyme, voir Le Fantôme de Canterville.
Pour plus de détails, voir Fiche technique et Distribution.
Le Fantôme de Canterville (The Canterville Ghost) est un téléfilm de 1986 réalisé par Paul Bogart. Il s'agit d'une adaptation de la nouvelle Le Fantôme de Canterville d'Oscar Wilde.

## Fiche technique
- Titre original : The Canterville Ghost
- Titre alternatif : Le Fantôme des Canterville
- Pays de production :  Royaume-Uni,  États-Unis
- Langue : anglais
- Genre : comédie, famille, fantastique
- Sociétés de production : Columbia Pictures Television, HTV, Inter-Hemisphere
- Durée : 96 min
- Couleur
- Mixage : mono
- Rapport de forme : 1.33:1
- Date de diffusion :
  - États-Unis : 28 septembre 1986
  - France : 1er mai 1990

## Distribution
- John Gielgud (VF : Raoul Delfosse) : sir Simon de Canterville
- Ted Wass (VF : Joël Martineau) : Harry Canterville
- Andrea Marcovicci (VF : Jocelyne Darche) : Lucy Canterville
- Alyssa Milano (VF : Séverine Morisot) : Jennifer Canterville
- Lila Kaye (VF : Julia Dancourt) : Mme Umney
- Harold Innocent (VF : Philippe Dumat) : Hummle Umney
- George Baker (VF : René Bériard) : l'oncle Hesketh
- Dorothea Phillips (VF : Michelle Bardollet) : la tante Gretchen
- Bill Wallis (VF : Jean-Pierre Gernez) : le Dr Fenton Cook
- Brian Oulton : l'oncle George
- Deddie Davies : la tante Caroline
- Spencer Chandler (VF : Alexandre Gillet) : Paul Blaine
- Celia Breckon : lady Eleanor
- Jeff Harding : Earl (non crédité)